# Rellotge d'altura

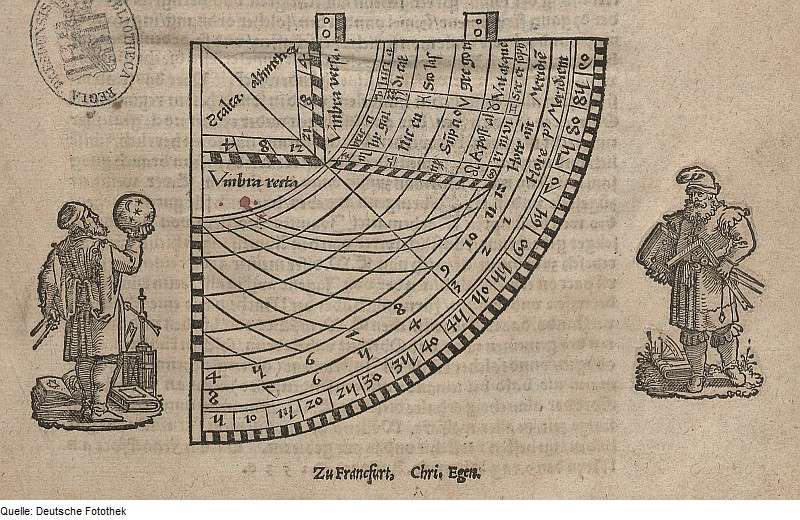
El desenvolupament de quadrants empra els conceptes dels rellotges d'altura.

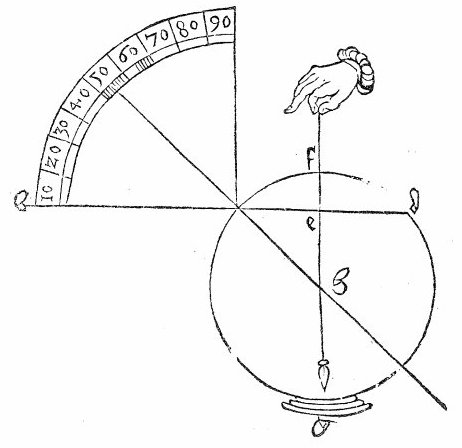
altura del sol als anells solars.

El  rellotge d'altura  és una família de rellotges solars que mesura el temps amb la lectura de la altura del sol sobre el horitzó. Molts d'ells a causa del reduït de la seva grandària són portàtils. Molts d'elos tenen Pinula si tenen disposicions similars a les dels quadrants. Els almucantarats de diferents alçades es projecten a paràbolas en aquest tipus de rellotges, independentmentment de la seva orientació, sempre que les superfícies siguin planes.

## Concepte
El fonament d'aquests rellotges és la projecció gnomònica dels almucantarats sobre una superfície. L'escala horària es construeix amb la intersecció dels plànols horaris amb aquests almucantarats. Aquesta altura del sol al llarg de l'any es veu modificada per la declinació solar δ.
L'altura del sol sobre l'horitzó es calcula mitjançant una transformació de coordenades equatorials a horitzontals. En coordenades equatorials el sol té una altura sobre el pla del equador celeste igual a la declinació solar, en ser transformat aquest moviment a un horitzó de latitud {\displaystyle \varphi }:
{\displaystyle \sin h=\sin \delta \sin \varphi +\cos \phi \cos \delta \cos \varphi }

Que en ser aclarida pel terme que conté l'angle horari.
{\displaystyle \cos \phi ={\frac {\sin h-\sin \delta \sin \varphi }{\cos \delta \cos \varphi }}}
Mostrant angle horari com a funció únicament de l'altura mesura del sol, la declinació i la latitud del lloc d'observació.

## Tipus de Rellotges
Dins aquesta tipologia es troben nombrosos rellotges que combinen la lectura de les hores amb escales d'altures. Existeixen diferents formes com ara anulars, cilíndrics, plans, etc. Poden ser horitzontals o verticals. Poden incloure la representació de les hores iguals o les temporànies.